# St. Petrus Canisius (Hohnhorst)

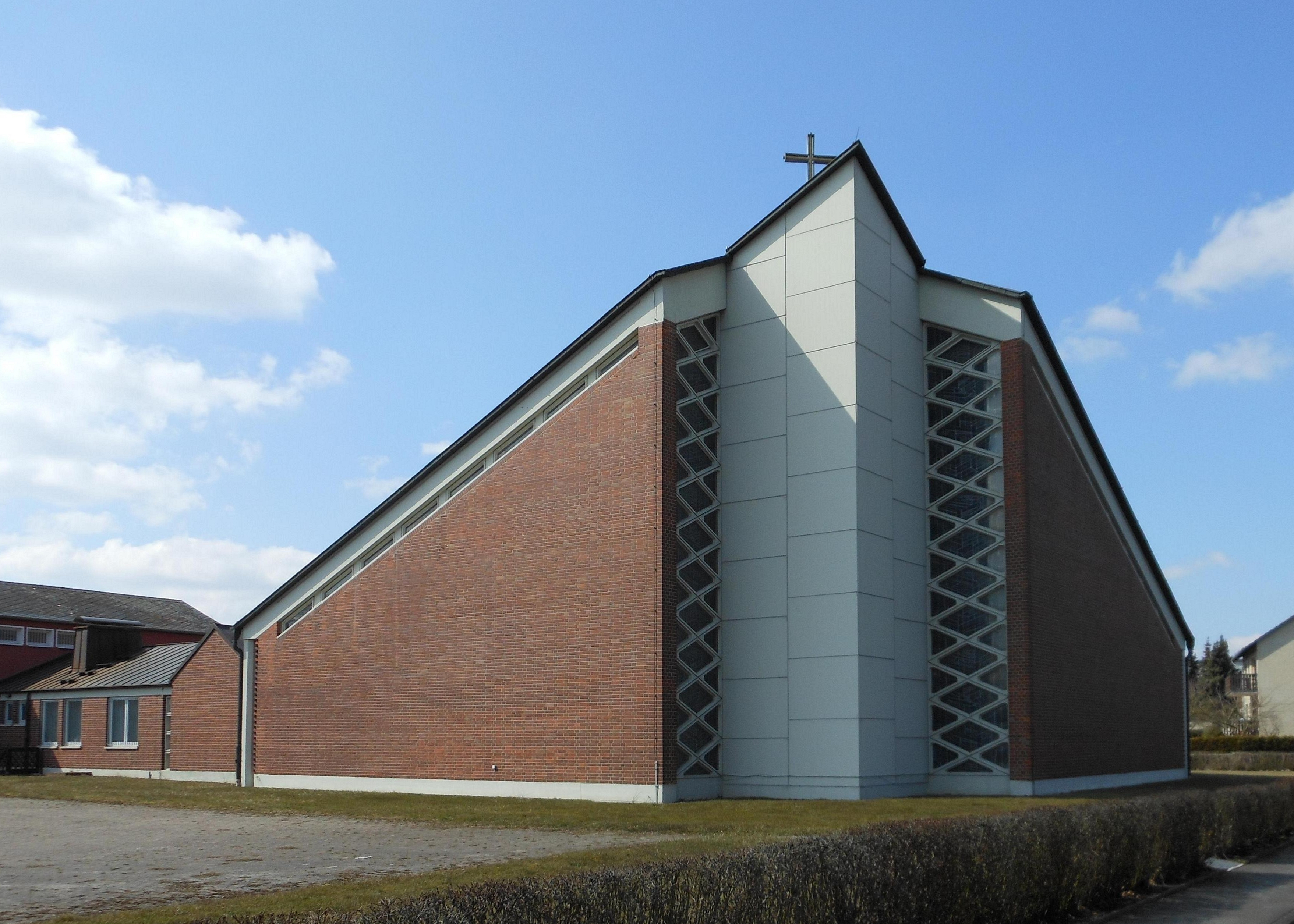
St. Petrus Canisius von Osten

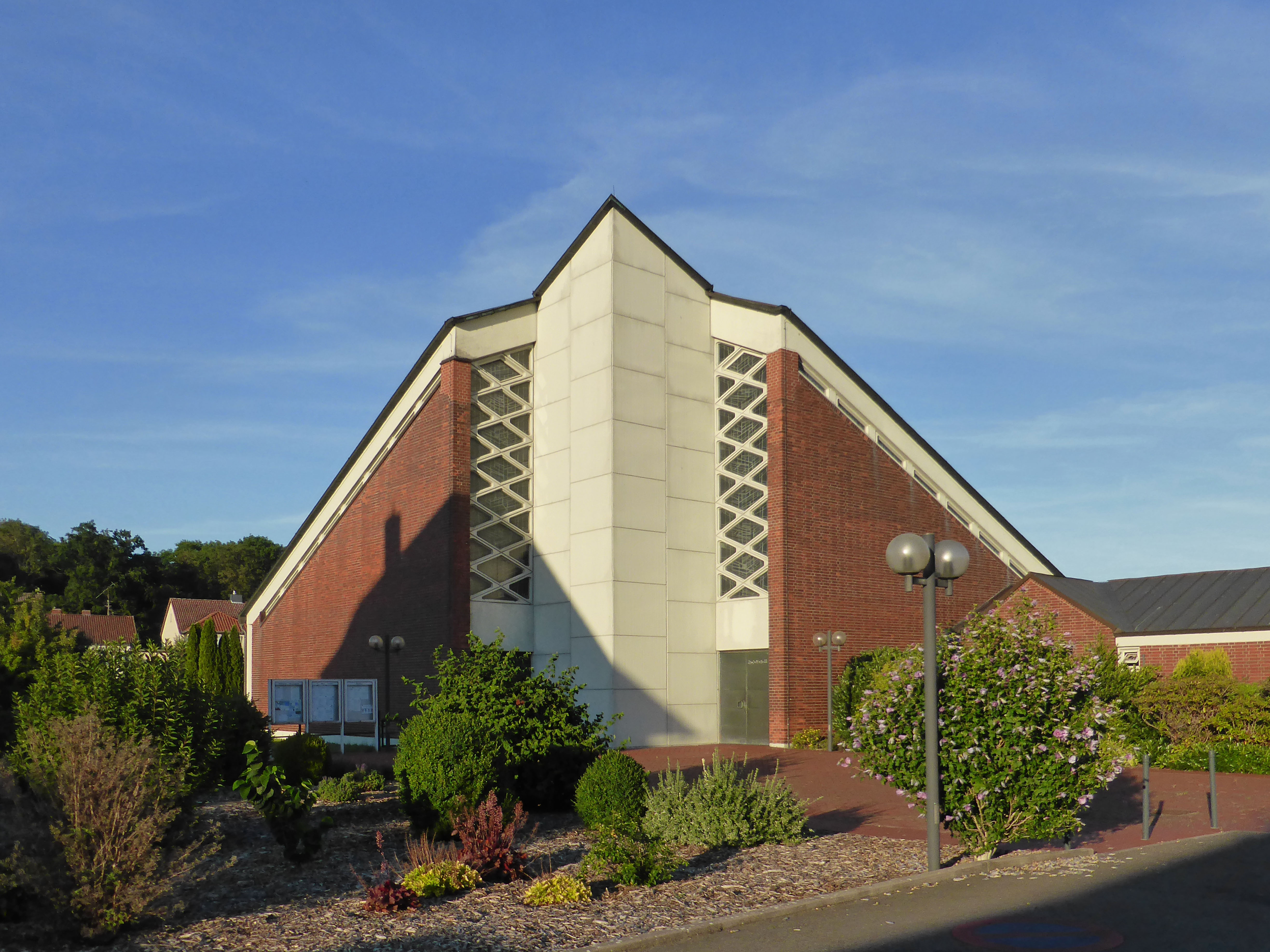
St. Petrus Canisius von Westen

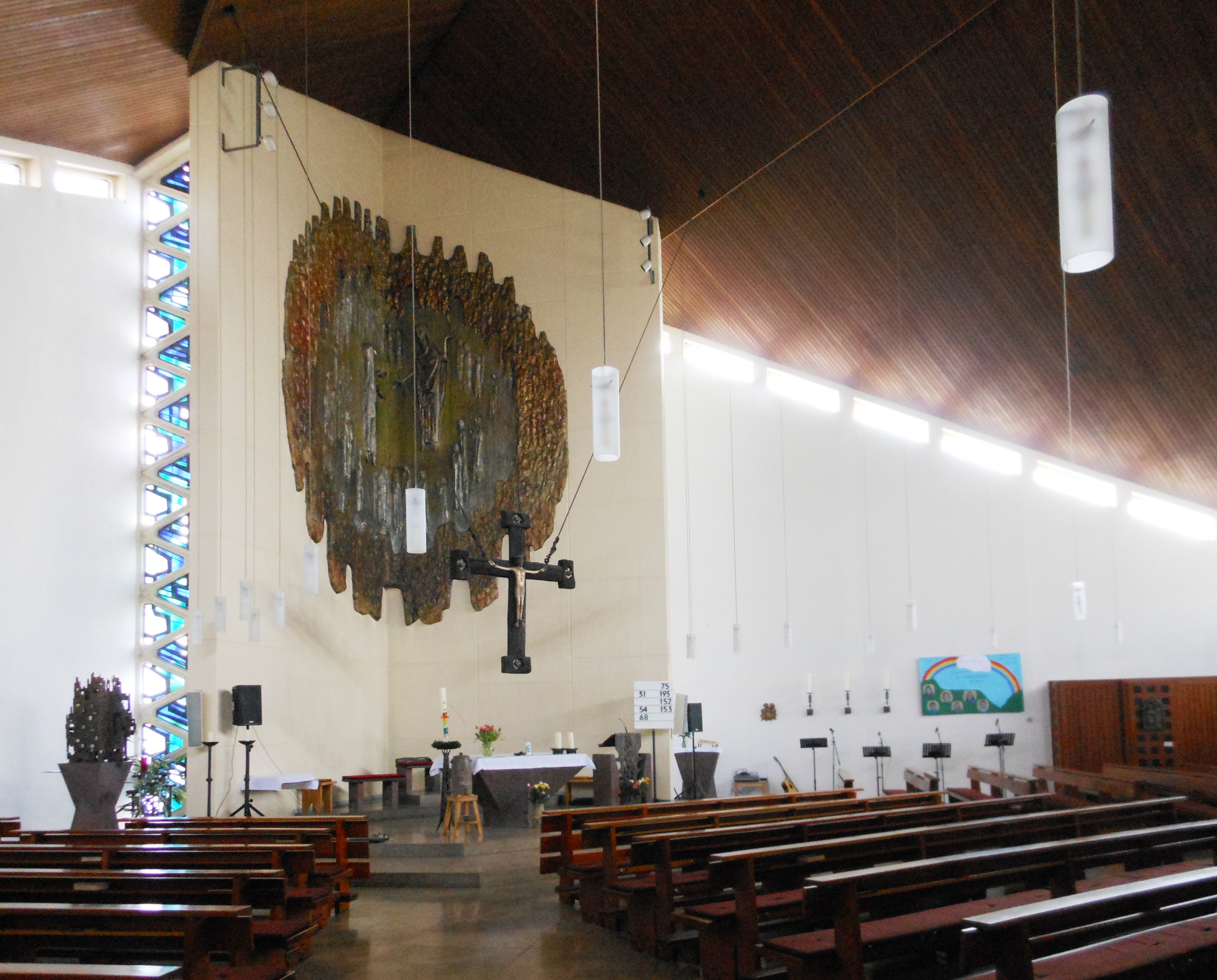
Altarbereich

Sankt Petrus Canisius ist die katholische Kirche in der an Haste grenzenden Ortslage Scheller der Gemeinde Hohnhorst im niedersächsischen Landkreis Schaumburg. Sie wurde 1966/67 nach Plänen von Johannes Reuter (Kassel) erbaut.

## Geschichte
Otto IV. führte 1559 in der Grafschaft Schaumburg die Reformation ein, wie er es im Ehevertrag mit seiner zweiten Frau, Elisabeth Ursula von Braunschweig-Lüneburg, zugesichert hatte. Infolgedessen wurden die Einwohner von Hohnhorst und Haste protestantisch.
Die Ansiedlung katholischer Heimatvertriebener nach dem Zweiten Weltkrieg und die Erschließung von Neubaugebieten in Hohnhorst und Haste führten zur Planung des neuen Gotteshauses mit dem Patrozinium des Jesuiten, katholischen Reformers und Kirchenlehrers Petrus Canisius. Nebenpatronin wurde die heilige Hedwig von Andechs, die Schutzpatronin der Schlesier, die damals einen großen Teil der Gemeindemitglieder stellten. Doch zunächst fanden die katholischen Gottesdienste in der evangelischen St.-Martin-Kirche zu Hohnhorst statt.
Im Neubaugebiet Im Scheller, in dem 1963 die Bautätigkeit begann, wurde 1964 der Kirchbauplatz erworben. Am 14. August 1966 erfolgte durch Generalvikar Adalbert Sendker (1912–1993) die Grundsteinlegung der Kirche, die am 8. Juli 1967 durch Bischof Heinrich Maria Janssen ihre Weihe erhielt. Damals umfasste der Seelsorgebezirk Hohnhorst/Haste die Gemeinden Haste, Helsinghausen, Hohnhorst, Ohndorf und Rehren mit rund 750 Katholiken. 1967 wurde auch die bereits 1960 von der damaligen Pfarrvikarie Bokeloh/Mesmerode erbaute St.-Konrad-von-Parzham-Kirche in Bokeloh der Kirchengemeinde Hohnhorst als Filialkirche angeschlossen, später kam noch die Herz-Jesu-Kirche in Sachsenhagen dazu. 1977 erhielt die Hohnhorster Kirche von Bischof Pierre Mamie eine Canisius-Reliquie aus St. Michael (Fribourg), die in einem Reliquiar in der Marienkapelle ausgestellt ist.
Am 1. Mai 2007 wurde das Dekanat Hannover-Nord/West, zu dem die Pfarrei St. Petrus Canisius gehörte, aufgelöst, und die Pfarrei St. Petrus Canisius wurde dem neugegründeten Dekanat Hannover angeschlossen. Bereits am 1. Juli 2007 wurde die Pfarrei St. Petrus Canisius aus dem Dekanat Hannover wieder ausgegliedert und dem Dekanat Bückeburg zugefügt.
Die Kirche gehörte bis zu deren Auflösung zur Seelsorgeeinheit Lindhorst-Sachsenhagen-Hohnhorst-Bokeloh. Am 1. September 2012 wurde die Pfarrei St. Petrus Canisius aufgelöst und die St.-Petrus-Canisius-Kirche der Pfarrei Maria vom heiligen Rosenkranz in Bad Nenndorf als Filialkirche angeschlossen, zu der sie heute noch gehört. Zum gleichen Zeitpunkt wurden auch die Dekanate Bückeburg, zu der die St.-Petrus-Canisius-Kirche gehörte, und Hameln-Holzminden zum heutigen Dekanat Weserbergland vereinigt.

## Architektur
Das geostete Gotteshaus steht auf dem Grundstück An der Kirche 7, es ist auf quadratischem Grundriss errichtet. Der First des flachen Satteldachs läuft steil ansteigend von der westlichen Ecke, dem Eingangsbereich, zur östlichen, dem Altarraum. Diese beiden Ecken des sonst aus Backstein errichteten Gebäudes sind nach innen gerückte Betonwinkel, die im Osten zwei vertikalen Fensterbahnen, im Westen den beiden Eingangstüren Platz geben. Weitere schmale Fensterbänder säumen das Dach.

## Ausstattung
Die Buntglasfenster entstanden nach Entwürfen von Franz Heilmann (Borghorst) durch die Glasmalerei Peters. Hubert Janning (Münster) gestaltete den bronzenen Christuscorpus an einem dem Bernwardskreuz nachempfundenen Kreuz aus Mooreiche, außerdem Taufbecken und Tabernakel aus Bronze sowie Ambo und Altar aus Michelnauer Basaltlava. Die Altarrückwand trägt eine runde Reliefdarstellung von 7 m Durchmesser, die Josef Hauke (Lauenau) schuf. Dieses am 1. Februar 1981 eingeweihte Kunstwerk zeigt das Neue Jerusalem nach der Vision der Johannesoffenbarung (Offb 21 ) mit Christus als „Bräutigam“ und Maria (der Kirche) als „Braut“, umgeben von Engeln und Heiligen. Von Josef Hauke stammt auch die Muttergottes-Figur in der Marienkapelle. Der Kreuzweg wurde 1974 von Josef Franke (Obernkirchen) geschaffen.
Die Orgel mit 15 Registern auf zwei Manualen und Pedal wurde 1972 vom Orgelbauunternehmen Gebrüder Stockmann gebaut.